# Rikenette Steenkamp
Pour les articles homonymes, voir Steenkamp.
Rikenette Steenkamp (née le 16 octobre 1992) est une athlète sud-Africaine, spécialiste du 100 mètres haies.

## Biographie
Elle remporte la médaille d'or du 100 m haies au cours des championnats d'Afrique 2014 de Marrakech, au Maroc, dans le temps de 13 s 26. En fin de saison 2014, elle prend la cinquième place de la coupe continentale, et porte son record personnel à 13 s 16.
Elle ne participe à aucune compétition en 2015 et 2016 à la suite d'une opération de la cheville pour enlever un os en trop. 
En juin 2018, elle bat le record d'Afrique du Sud que détenait Corien Botha depuis 1998, en réalisant 12 s 91 au mémorial Josef-Odložil de Prague.
Elle améliore ce record le 1er juillet avec un temps de 12 s 81 lorsqu'elle remporte le Résisprint de La Chaux-de-Fonds.

## Palmarès
| Date | Compétition            | Lieu      | Résultat | Épreuve     | Temps   |
| ---- | ---------------------- | --------- | -------- | ----------- | ------- |
| 2014 | Championnats d'Afrique | Marrakech | 1re      | 100 m haies | 13 s 26 |
| 2014 | Coupe continentale     | Marrakech | 5e       | 100 m haies | 13 s 16 |
| 2018 | Coupe du monde         | Londres   | 1re      | 100 m haies | 12 s 88 |
| 2018 | Championnats d'Afrique | Asaba     | 2e       | 100 m haies | 13 s 18 |

## Records
| Épreuve     | Temps        | Lieu              | Date             |
| ----------- | ------------ | ----------------- | ---------------- |
| 100 m haies | 12 s 81 (NR) | La Chaux-de-Fonds | 1er juillet 2018 |